# Solitude (album)
Pour les articles homonymes, voir Solitude (homonymie).
Albums de Martial Solal
Portrait in Black and White
(2006) Longitude
(2007)
Solitude est un album solo du pianiste de jazz français Martial Solal, sorti en 2007 sur le label CamJazz.

## À propos de l'album
Âgé de 77 ans, Martial Solal a enregistré des standards (Caravan, Darn that Dream...) ainsi que des compositions originales de Martial Solal, dont Bluesine, que l'on retrouve aussi sur l'album éponyme Bluesine (1983). L'album s'ouvre et se clôt par deux versions de Darn that Dream.
Le titre de la composition Chi va piano… fait référence au proverbe italien « chi va piano, va sano e va lontano », qui se traduit par « qui va doucement, va sainement et va loin ». Il s'agit d'un jeu de mots sur l'instrument de Solal.
En 2007, à la suite de la publication de cet album et de Newdecaband - exposition sans tableau, Martial Solal reçoit un Prix in Honorem catégorie Jazz, décerné par l'Académie Charles-Cros pour ses 80 ans.

## Réception critique
L'album est très bien reçu par la presse : Télérama, AllMusic, All About Jazz,, Corriere della Sera, Jazz Magazine…
Pour Paola Genone (L'Express) « le pianiste livre ici sa plus belle interprétation de standards - de Gershwin à Irving Mills - et de ballades originales. […] Plongé dans un jeu de citations, ce virtuose parcourt des thèmes immortels que son imagination débordante détourne ». Yann Mens (La Croix) décrit ainsi le jeu de Solal : « Aucun repos ici pour l’auditeur, aucune pause pour s’appesantir sur l’émotion : le pianiste est déjà reparti dans un virage rythmique en épingle vers un autre univers qu’il quittera aussi vite. On en ressort ébahi et au moins aussi essoufflé que lui ». Bernard Quiriny (Chronic'art) dit que Solal « surprend sans cesse, et continue son subtil travail de déconstruction/reconstruction des thèmes qu’il s’est choisis à travers une petite cinquantaine de minutes d’une musique savante, déconcertante, vigoureuse, presque magique (au sens du  » spectacle  » de magie) parfois ». Pour L'Obs, « sa prodigieuse technique, il la met ici au service d’une pensée dont la rigueur se voit toujours chatouillée par l’esprit farceur du personnage (au jeu des citations, des chausse-trapes, le pianiste est imbattable) ».
Pour Jacques Chesnel (culturejazz.fr), cet album est caractéristique du style de Solal : humour, rigueur, liberté, virtuosité… Il relève toutefois quelques nouveautés dans son jeu : « la résonance de certaines notes […], l’importance qu’il accorde à d’autres, une nouvelle respiration, aération (Médium), une sorte d’attention portée aux défis qu’il provoque à lui-même (Bluesine) ». De la même façon, Vincent Bessières (Jazzman) analyse l'évolution de Solal : « dans sa “solitude“ d’homme à l’aube de ses 80 ans, l’heure est à l’économie vertueuse, quasi méditative. Plus attentif aux réverbérations du piano, laissant résonner les notes choisies, appuyant les dissonances jusqu’à habituer l’oreille, modérant son allure jusqu’à parfois le suspendre, le pianiste joue avec sagesse, prêtant une attention aux notes et aux silences qui témoignent d’un art du solo profondément repensé. »

## Liste des pistes
| No | Titre                            | Musique                                    | Durée |
| -- | -------------------------------- | ------------------------------------------ | ----- |
| 1. | Darn that Dream                  | Jimmy van Heusen/Edgar de Lange            | 4:52  |
| 2. | Caravan                          | Duke Ellington/Juan Tizol                  | 6:29  |
| 3. | Our love is here to stay         | George Gershwin/Ira Gershwin               | 3:54  |
| 4. | Chi va piano…                    | Martial Solal                              | 4:08  |
| 5. | Medium                           | Martial Solal                              | 6:21  |
| 6. | Bluesine                         | Martial Solal                              | 5:53  |
| 7. | On a clear day                   | Lane Burton/Lerner Alan                    | 5:06  |
| 8. | In my solitude                   | Edgar de Lange/Duke Ellington/Irving Mills | 5:52  |
| 9. | Darn that Dream (alternate take) | Jimmy van Heusen/Edgar de Lange            | 5:28  |